# Podul
Podul este un film românesc de scurtmetraj din 2008 regizat de Valeriu Drăgușanu cu Dan Nasta în rolul principal.

## Distribuție
Distribuția filmului este alcătuită din:
- Dan Nasta